# Historische adequaatheid
Historische adequaatheid is het criterium dat een theorie of beschrijving overeen moet komen met hoe deze historisch tot stand is gekomen. Dit is naast filosofische adequaatheid een van de eisen van de wetenschapsfilosofie.
Wetenschapsfilosofie heeft zowel een normatieve als een descriptieve taak. De eerste leidt vanuit de context of justification tot de eis van filosofische of epistemologische adequaatheid - dat een wetenschapstheorie overeenkomt met filosofische ideeën -
de tweede vanuit de context of discovery tot de eis van historische adequaatheid - dat de beschrijving overeenkomt met hoe wetenschap werkelijk bedreven wordt. Het werk The Structure of Scientific Revolutions van Kuhn maakte dat de nadruk van de eerste verschoof naar de tweede.